# 利根かもめ大橋

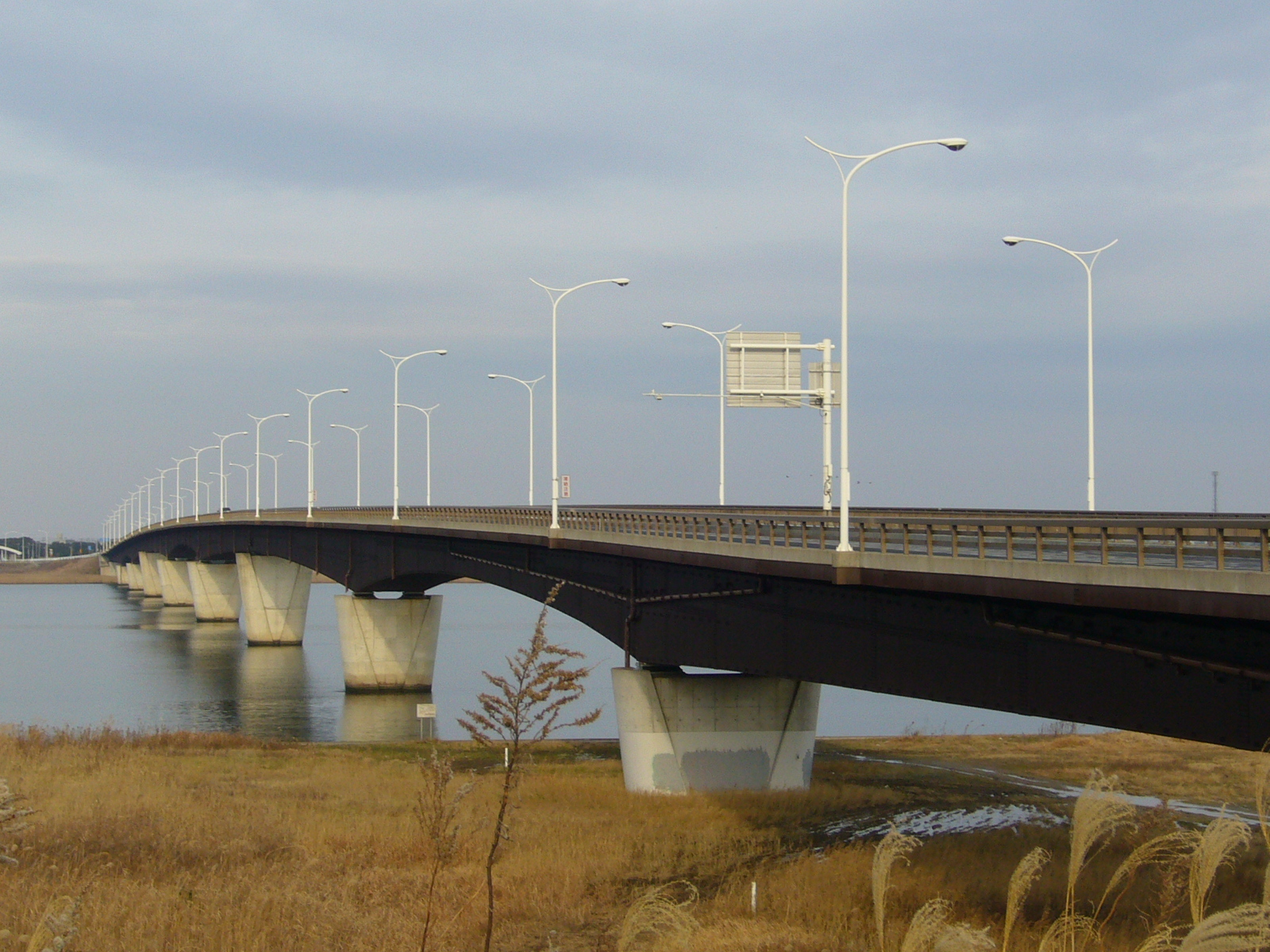
利根かもめ大橋

利根かもめ大橋（とねかもめおおはし）は、利根川に架かる橋で、千葉県と茨城県を結んでいる。橋上は利根かもめ大橋有料道路として、千葉県道路公社が管理する有料道路となっている。

## 概要
- 全長　1,145 m[1]
- 幅員構成　車道部8.0 m・歩道部3.5 m[1]
- 最大支間長　135 m[1]
- 構造
  - 上部工：3径間連続鋼床版箱桁3連
  - 下部工：鋼管杭基礎2基（橋台）・鋼管矢板井筒基礎9基（橋脚）
- 設計荷重　道示(1993)　B活荷重
- 平面線形　R=∞（直線）
- 縦断勾配　1.7 %
- 横断勾配　2.0 %[1]
- 桁下空間　8.0 m（航路部）
- 路線名　千葉県道・茨城県道198号銚子波崎線
- 管理者　千葉県道路公社

## 隣の橋
- 利根川

（上流） - 小見川大橋 - 利根川大橋 - 利根かもめ大橋 - 銚子大橋 - （河口）